# 炎のプチ達人!
炎のプチ達人！（ほのおのプチたつじん）は、ミヤギテレビで2006年9月30日まで毎週土曜日の17:55 - 18:00に放送されていた料理番組である。後番組は「炎のとれたて!キッチン」。

## 概要
親子が番組スポンサーの仙台市ガス局ショールーム、料理に挑戦していた。
ナレーターは佐藤育美。